# Bill Powell
William J. Powell (Greenville, 22 de octubre de 1916 – 31 de diciembre de 2009), conocido como Bill Powell, fue el primer afroamericano en diseñar y construir un campo de golf profesional en los Estados Unidos.

## Biografía
Bill Powell nació en Greenville, en el Estado de Alabama, y cuando era joven se trasladó junto con su familia a Minerva, en Ohio. En el instituto, jugó al golf y al fútbol americano. Más tarde, en la Universidad Wilberforce del estado (históricamente afroamericana), jugó en el equipo de golf.
Tras realizar el servicio militar en las Fuerzas Aéreas del Ejército de los Estados Unidos en Inglaterra, regresó a Canton, Ohio, un área cerca de Minerva, en 1946, y empezó a trabajar como guardia de seguridad para la compañía Timken. Debido a la segregación racial, se le impidió jugar en campos de golf públicos, y se le rechazó un préstamo bancario para intentar construir uno propio. Con financiación de dos doctores afroamericanos y un préstamo de su hermano, Powell compró una industria láctea de 78 acres en East Canton, en Ohio, y con su mujer, Marcella, realizó la arquitectura del campo a mano. Dos años después, en 1948, abrió el Clearview Golf Club. En 1978, amplió el recorrido a 18 hoyos.[cita requerida]
Powell falleció en Canton, Ohio, tras las complicaciones generadas por un ataque al corazón.

## Reconocimientos y premios
En 2001, el Departamento de Interior de los Estados Unidos incluyó el «Clearview Golf Course» al National Register of Historic Places.
En 1996, Powell fue incluido en el National Black Golf Hall of Fame. Recibió también un doctorado «Honoris Causa» en «Humane Letters» por su Universidad,¡ y del Baldwin-Wallace College en Berea, Ohio.[cita requerida]
En 2009, Powell fue galardonado con el «2009 PGA Distinguished Service Award» por la Professional Golfers Association, premio que se le entregó durante el «PGA Championship» de ese mismo año.[cita requerida]